# Lachnum rehmii
Lachnum rehmii är en svampart som först beskrevs av Staritz, och fick sitt nu gällande namn av Rehm. Lachnum rehmii ingår i släktet Lachnum och familjen Hyaloscyphaceae.   Inga underarter finns listade i Catalogue of Life.